# Tortorella

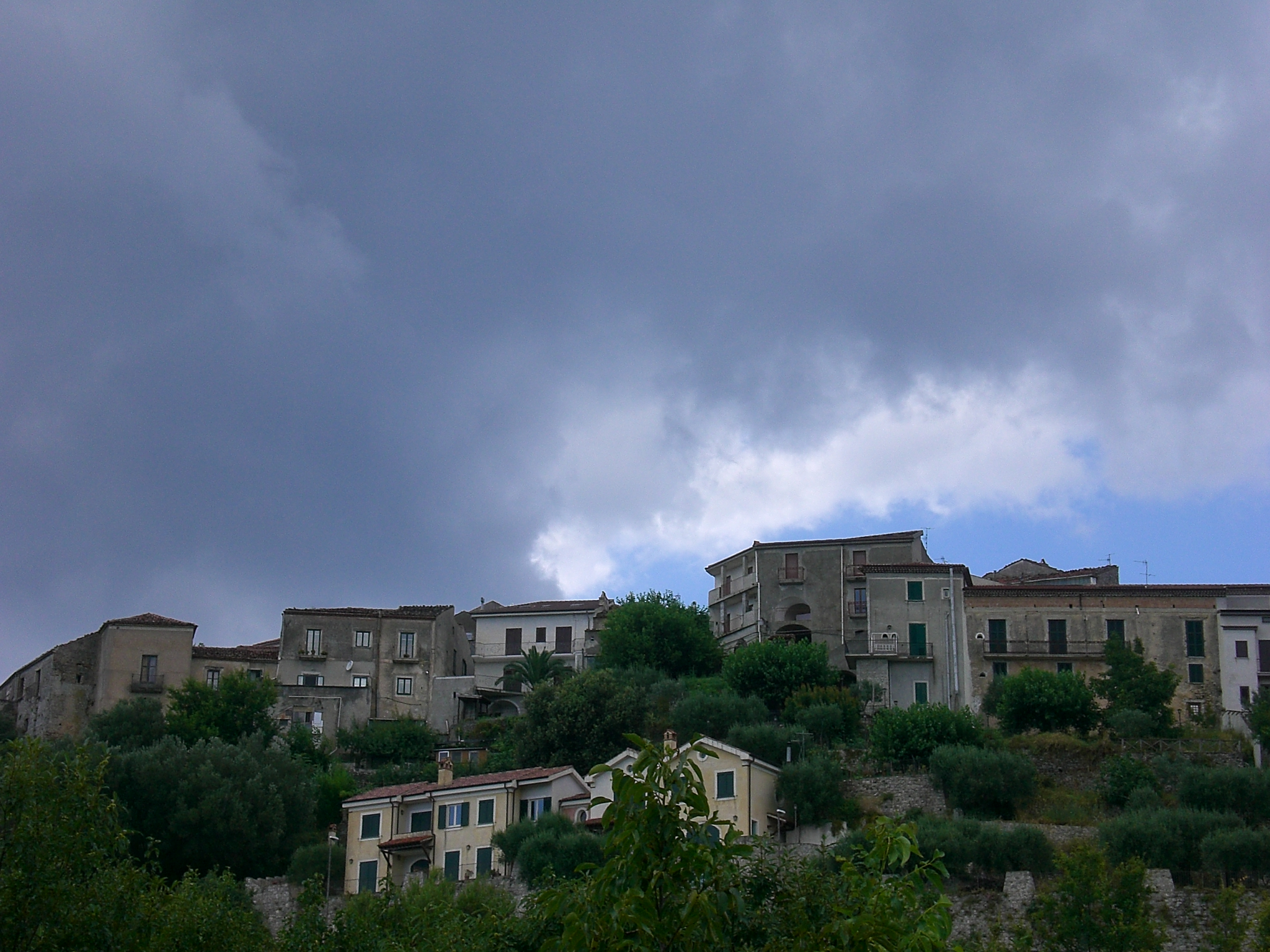
Tortorella

Tortorella ist eine italienische Gemeinde mit 476 Einwohnern (Stand 31. Dezember 2023) in der Provinz Salerno in der Region Kampanien. Der Ort ist Teil der Comunità Montana del Bussento sowie des Nationalpark Cilento und Vallo di Diano.

## Geografie
Die Nachbargemeinden sind Casaletto Spartano, Morigerati, Rivello (PZ), Santa Marina, Sapri, Torraca und Vibonati.
Die drei Ortsteile (frazioni) sind Caselle, San Basile und San Nicola.